# 115-та окрема бригада територіальної оборони (Україна)
115-та окрема бригада територіальної оборони (115 ОБрТрО, в/ч А7043) — кадроване формування Сил територіальної оборони Збройних сил України у Житомирській області. Бригада перебуває у складі Регіонального управління «Північ» Сил ТрО.

## Історія
19 — 28 вересня 2019 року на Житомирщині відбулися масштабні навчання 115-ї бригади тероборони, де понад півтори тисячі резервістів та військовозобов'язаних провели навчальні збори.
З початком повномасштабного вторгнення РФ в Україну бригада брала участь у бойових діях на сході. Зокрема під час контратаки ЗСУ на Харківщині восени 2022 року її бійці прикривали наступ з півдня та підійшли до Лисичанська.

## Структура
- управління (штаб)
- 138-й окремий батальйон територіальної оборони (Житомир)
- 139-й окремий батальйон територіальної оборони (Бердичів)[4]
- 140-й окремий батальйон територіальної оборони (Звягель)[5]
- 141-й окремий батальйон територіальної оборони (Овруч)
- 142-й окремий батальйон територіальної оборони (Малин)[6]
- 143-й окремий батальйон територіальної оборони (Коростень)[7]
- рота контрдиверсійної боротьби
- інженерно-саперна рота
- рота зв'язку
- рота матеріально-технічного забезпечення
- мінометна батарея

## Командування
- (2022—3.2024) полковник Маковський Віталій Юрійович [8][9][10]
- (3.2024—т.ч.) полковник Бойко Сергій Володимирович [8][10]

## Втрати
- 29 травня 2023; солдат Прокопюк Ігор Валерійович
- 29 травня 2023; солдат Чеверда Андрій Геннадійович
- 29 травня 2023; солдат Циханюк Олексій Русланович
- 22 жовтня 2024 — Галицький Олександр Борисович. 28.05.1973, м. Коростень. 143-й батальйон [11]
- 4 січня 2025 — Аксьоненко Олег («Дубок»). Командир роти. м. Коростень. Загинув в Харківській області [12][13]
- 6 січня 2025 - Возний Віталій Олександрович. Загинув поблизу населеного пункту Першотравневе Ізюмського району Харківської області.[14]

## Відзначені
- Циханюк Олексій Русланович (2000—2023), солдат 139 окремого батальйону, Герой України (2024, посмертно).
- Прокопюк Ігор Валерійович (1978—2023) солдат. Герой України (2024, посмертно).
- Чеверда Андрій Геннадійович (1995—2023), солдат 139 окремого батальйону, Герой України (2024, посмертно).